# Church Crookham
Church Crookham – wieś w Anglii, w hrabstwie Hampshire, w dystrykcie Hart. Leży 45 km na północny wschód od miasta Winchester i 56 km na południowy zachód od Londynu.